# Ступка

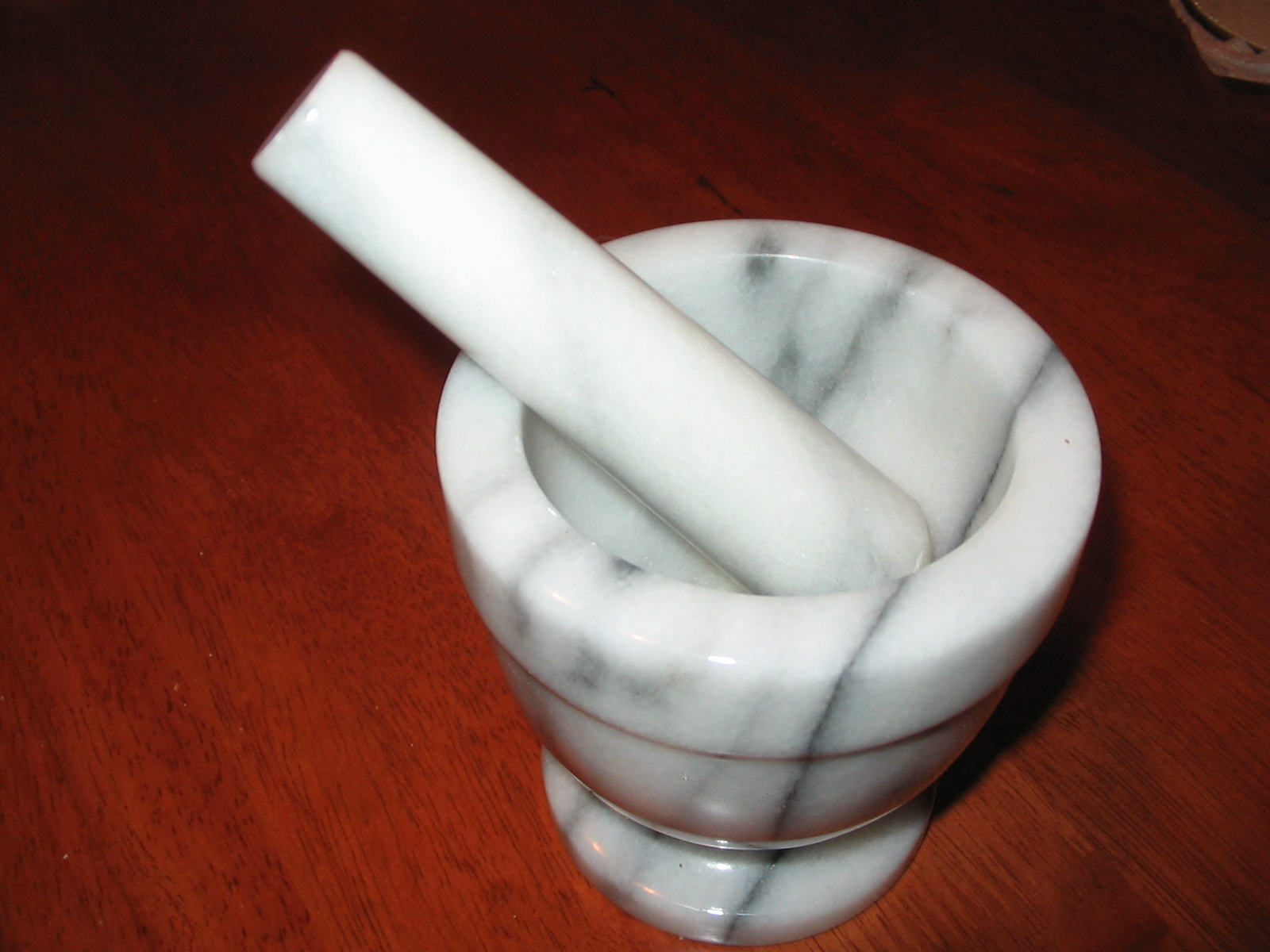
Ступка із мармуру

Сту́па, зменш. сту́пка, ковга́нка, розм. салото́вка, заст. мущи́р — товстостінний посуд, в якому за допомогою товкача подрібнюють харчові продукти, гірські породи, лікарські препарати тощо.

## Етимологія назви
Слово ступка, очевидно, давнє запозичення з германських мов: прасл. *stǫpa («ступа», «товкач», «макогін») порівнюють з давн.в-нім. stampf («знаряддя для товчення»), дав.-англ. stampe («ступа»), сер.-н.-нім. stampe («трамбівка»); малоймовірна версія про питомо слов'янський характер слова.

## В ужитку

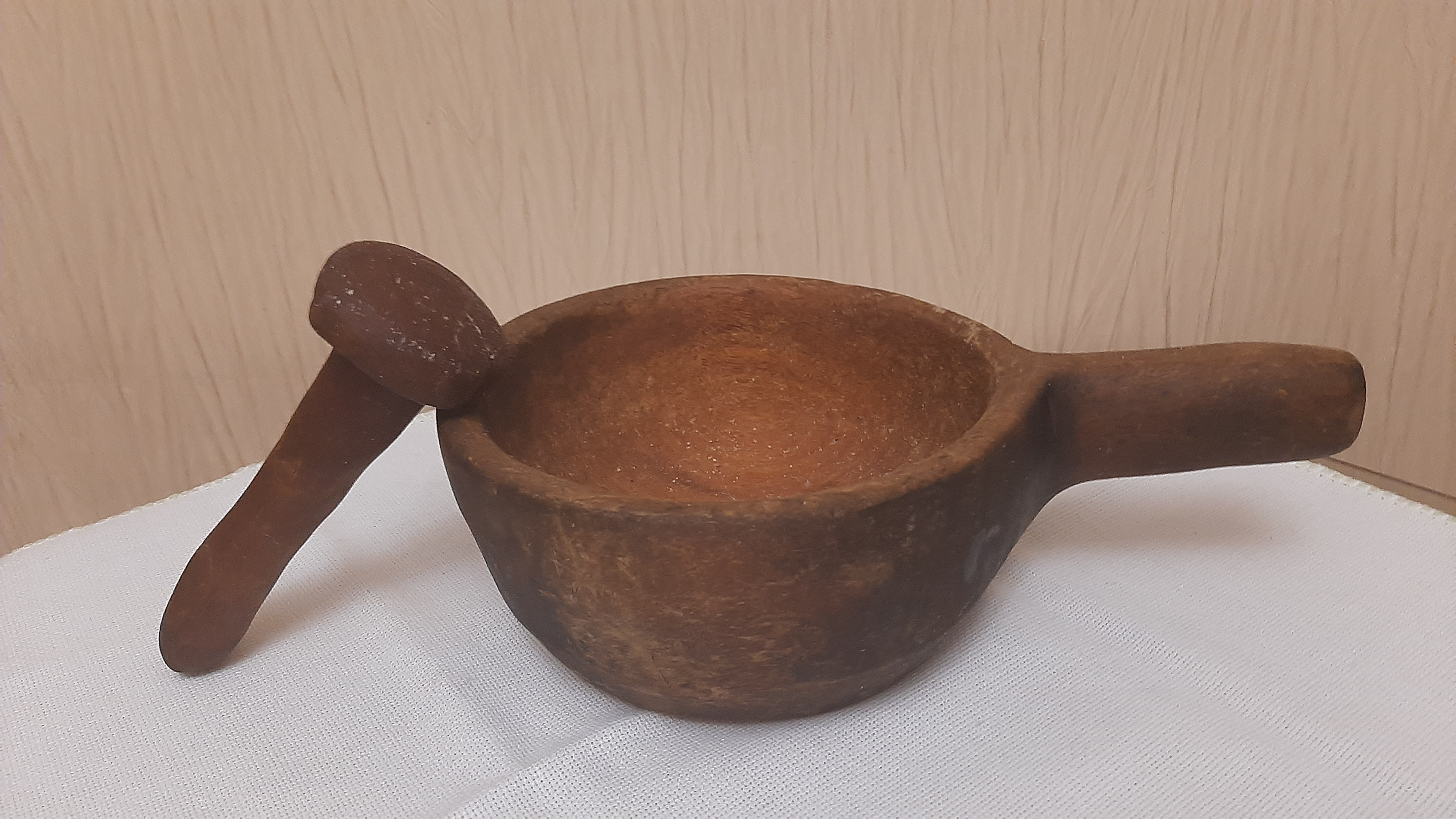
Ковганка — дерев'яна ступка з груші, яка досі використовується в козацькій родині Заволових з кутка Спащина в Носівці з початку 1900-х виключно для товчення сала з цибулею або часником

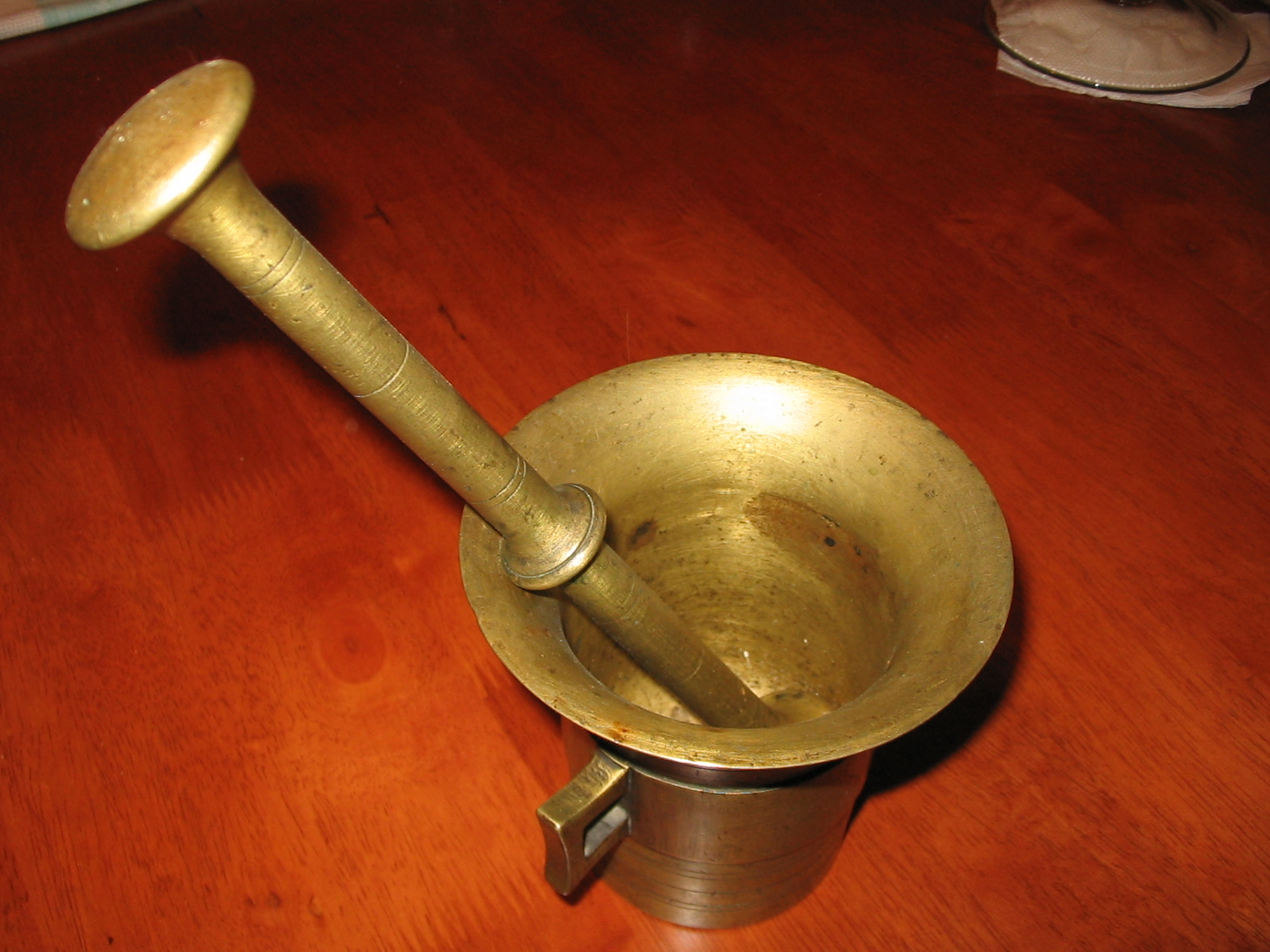
Ступка із бронзи

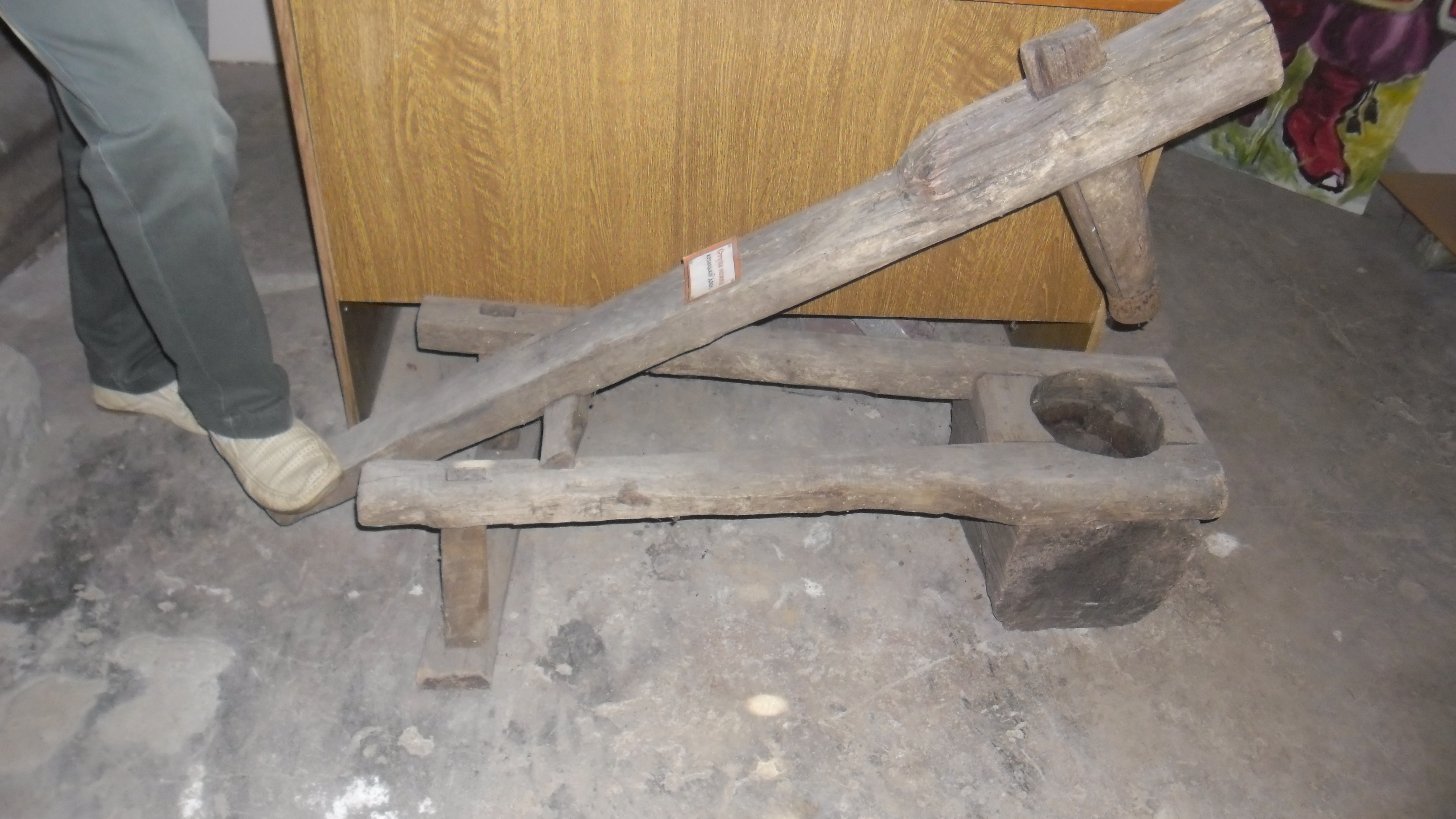
Ступа ножна. Гадяцький історико-краєзнавчий музей

Попередником ступи була неолітична зернотертка. Найдавнішими ступами є так звані скельні ступи — циліндричні заглибини на скелястій поверхні.
Сучасні ступки виготовляють з металу, дерева, каменю.
Ковганка (салотовка) — невелика дерев'яна ступка для приготування товченого часнику чи цибулі, заправки з товченого сала для борщу та юшок. У ковганці товкли рибу чи м'ясо на товченики, подрібнювали печінку. У народі жартували: «Ковганка—салу переводчиця».
У гірництві ступки застосовують при підготовці лабораторних проб руд, вугілля тощо до аналізу.

## Ножна ступа
Ножна ступа складалася з горизонтального масивного обапола, а частіше з обрубаного кореня дерева з видовбаною в ньому заглибиною (ємою, ямою), до якої прикріплені паралельні бруси (підвалини), споряджені на протилежних кінцях підставками (лабками) і з'єднані поперечиною (попругою). На підвалинах лежить вал, до якого прикріплений важіль товкача (клюпач). Дно ями могло зміцнюватися залізним листом — капою. У яму-ступу входить товстий міцний товкач (клюпа), прикріплений до кінця клюпача, на другому кінці якого, що знаходився під попругою, спиралася нога того, хто товче. Під час роботи робітник тримався руками за П-подібну підставку (ручник), закріплену на підвалинах.
Дещо іншу будову мала прохідна ступа. По обох боках колоди-ступи замість горизонтальних підвалин кріпились два вертикальні стовпи, з'єднаних нагорі та посередині двома товстими дошками (вишнім і нижнім прави́лами, вишнім і нижнім раменами); разом стовпи й правила називалися єрем («ярмо»). У правилах пророблено отвори, через які проходить чоторигранний товкач (макогін), що має у верхній частині потовщення (голову), а нижньою, оббитою залізом, уходить у заглибину. Унизу товкача є кілочок (клюк), до нього прив'язаний шнур, який іде догори, проходить через блок на верхньому правилі і спускається донизу, де кріпиться до педалі (ступатня), закріпленої в основі (підножях) з підставками (лабками).

## Водяна ступа

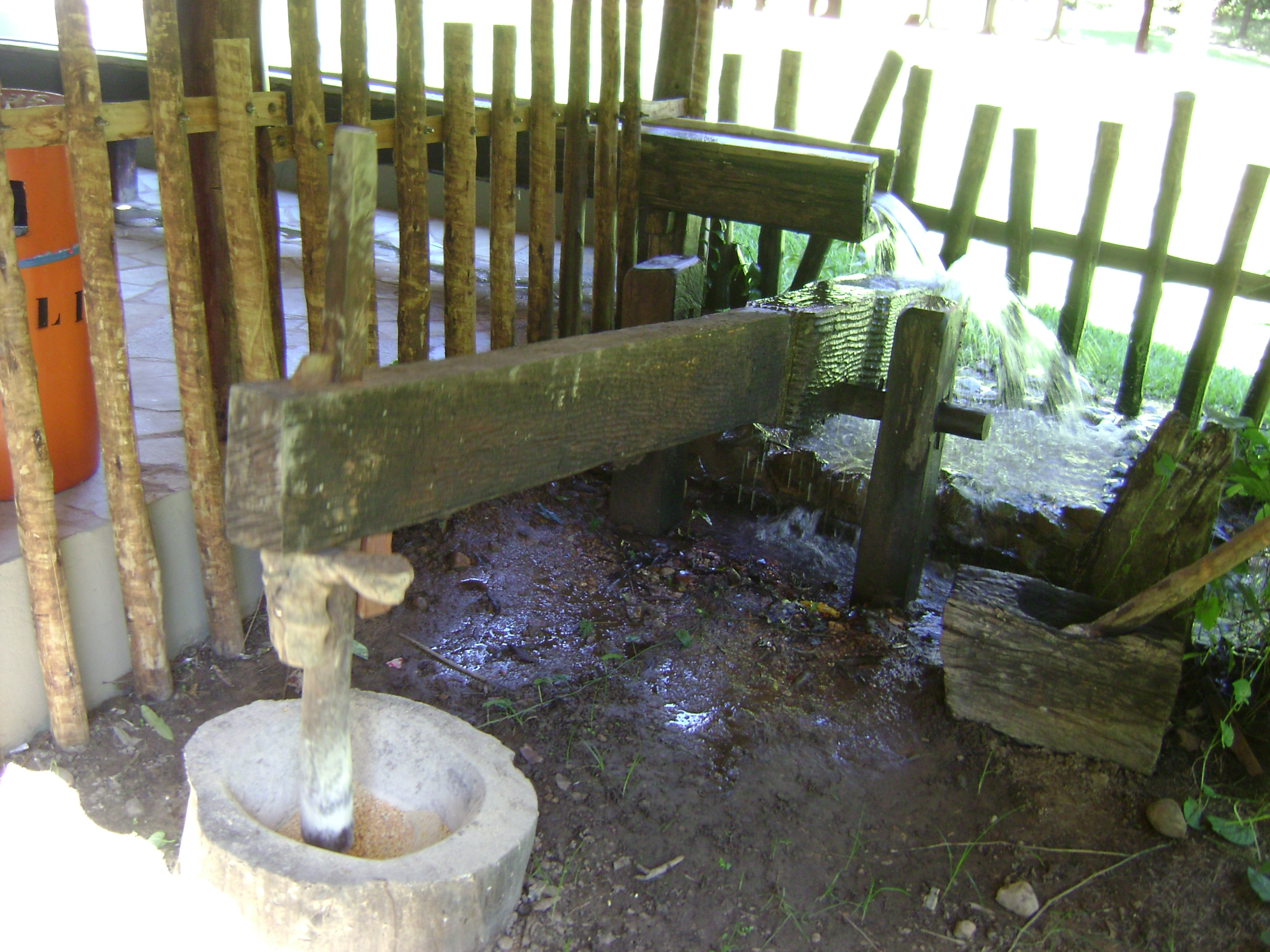
Монжоло, Калдас-Новас, Бразилія

У Бразилії використовувався молольний пристрій, у якому товкач у ступі приводив у рух хитний важіль, який гойдався від потоку води, що падав на протилежний кінець з лотоків. Цей прилад відомий як «монжоло».

## Мовні звороти
- Дурний як ступа — про розумово обмежену, тупу людину
- І в ступі не влучити — про людину, яку не можна піймати на брехні, на якомусь учинку
- Носитися, як дурень з ступою — приділяти велику увагу тому, що її не варте
- Товкти воду в ступі — робити що-небудь марно

## Інше

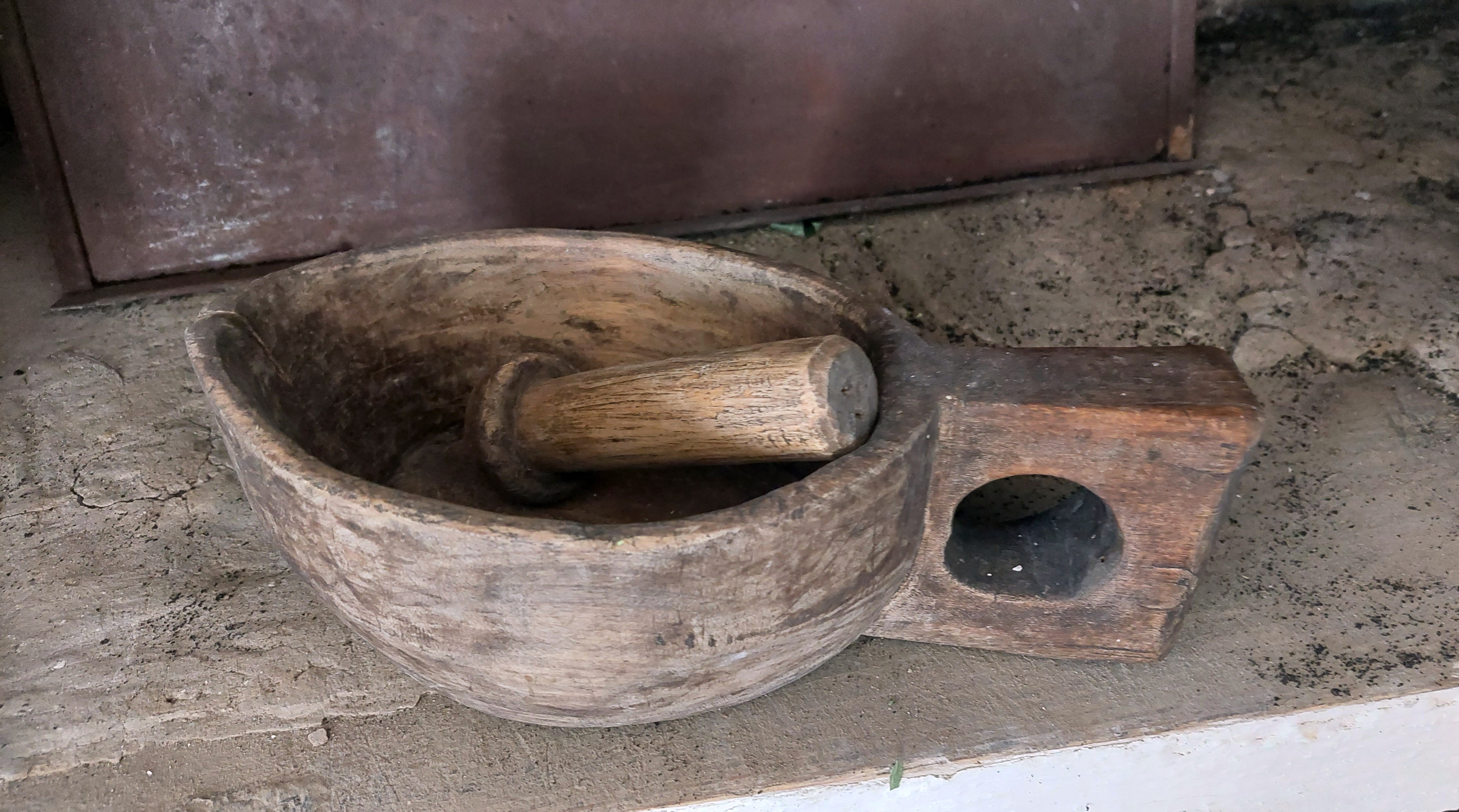
Ковганка з товкачем

- Ковганка з товкачемМортира — тип гармати для ведення навісного вогню, назва якої походить від нід. mortier — «ступка». Слово «мущир» має те ж саме походження: від пол. mażdzierz або угор. mozsár, похідних від лат. mortarium[12].
- Ступка (стопка, толпка, топка) — одиниця виміру солі, поширена в Лівобережній Україні, Правобережній Україні та в Польщі в 14—18 ст. Назва походить від назви грудки солі, формованої в процесі солеваріння[13].
- Ступа — один з атрибутів Баби-Яги.

## З історії
Наводимо уривок з праці Георга Агріколи De Re Metallica (1556 р.), який саме присвячений опису ступки:
| І ступи, в яких формують тиглі, бувають двох родів – менші та більші. У менших фо-рмують тиглі, в яких срібло або золото відокремлюють від свинцю, що їх увібрав, а у великих – капелі, в яких срібло відокремлюють від міді та свинцю. Обидва роди ступок вигото-вляються з міді й не мають дна для того, щоб з них легко можна було витягувати готові тиглі. |